# 弗伦德
弗伦德是德国巴登-符腾堡州的一个市镇。总面积16.20平方公里，总人口479人，其中男性246人，女性233人（2011年12月31日），人口密度30人/平方公里。